# Seznam chráněných území v okrese Nitra
Toto je seznam chráněných území v okrese Nitra aktuální k roku 2017, ve kterém jsou uvedena chráněná území v oblasti okresu Nitra.
| Kód  | Obrázek           | Typ | Název                     | Rozloha (ha) | Galerie Commons                                    | Popis území | Souřadnice                      |
| ---- | ----------------- | --- | ------------------------- | ------------ | -------------------------------------------------- | --- | ------------------------------- |
| 183  |                   | NPR | Bábsky les                | 30,3900      |                                                    | |                                 |
| 919  |                   | CHA | Bábsky park               | 4,2200       |                                                    | |                                 |
| 1081 |                   | CHA | Huntácka dolina           | 8,7431       |                                                    | |                                 |
| 66   |                   | CHA | Jelenská gaštanica        | 3,8000       |                                                    | |                                 |
| 939  |                   | CHA | Klasovský park            | 3,9900       |                                                    | |                                 |
| 946  |                   | CHA | Lapášsky park             | 2,1900       |                                                    | |                                 |
| 95   |                   | PR  | Lupka                     | 20,7300      |                                                    | |                                 |
| 174  |                   | PP  | Nitriansky dolomitový lom | 1,2599       |                                                    | |                                 |
| 960  |                   | CHA | Novoveský park            | 6,5900       |                                                    | |                                 |
| 962  |                   | CHA | Rumanovský park           | 2,9700       |                                                    | |                                 |
| 1155 |                   | PP  | Svoradova jaskyňa         | x            |                                                    | |                                 |
| 976  |                   | CHA | Šuriansky park            | 0,9500       |                                                    | |                                 |
| 196  | Zoborská lesostep | NPR | Zoborská lesostep         | 23,0800      | Kategorie „Zoborská lesostep“ na Wikimedia Commons | Předmětem ochrany jsou teplomilné skalní, stepní a lesostepní společenstva Tribeče důležité z vědeckovýzkumného, naučného a kulturně-výchovného hlediska. | 48°20′54″ s. š., 18°5′43″ v. d. |
| 198  | Žibrica           | PR  | Žibrica                   | 68,6053      | Kategorie „Žibrica“ na Wikimedia Commons           | | 48°22′1″ s. š., 18°9′14″ v. d.  |
| 992  |                   | CHA | Žitavský park             | 4,4900       |                                                    | |                                 |